# UFC 170
UFC 170: Rousey vs. McMann foi um evento de artes marciais mistas promovido pelo Ultimate Fighting Championship, ocorrido em 22 de fevereiro de 2014 no Mandalay Bay Events Center, em Las Vegas, nos Estados Unidos.

## Background
No evento, a atração principal foi a luta pelo Cinturão Peso Galo Feminino do UFC entre a campeã Ronda Rousey e a desafiante Sara McMann.
O combate entre os pesos-leves Gilbert Melendez e o russo Khabib Nurmagomedov estava originalmente escalado para esse evento, mas Melendez não aceitou a luta, e o combate foi retirado do card.
Bryan Caraway enfrentaria Lucas Martins no evento, porém, uma lesão o tirou da luta, seu substituto foi Aljamain Sterling. Contudo, Martins também se retirou da luta e foi substituído pelo também estreante no UFC Cody Gibson.
Rustam Khabilov tinha duelo marcado para este evento contra Rafael dos Anjos. Entretanto, lesionou-se e, e o brasileiro enfrentou Khabib Nurmagomedov no UFC on Fox: Werdum vs. Browne.
O estadunidense Rashad Evans iria enfrentar Daniel Cormier. Entretanto, foi obrigado a se retirar do card devido a uma lesão na perna. Seu substituto foi o também estadunidense Patrick Cummins.

## Card Oficial
Nota 1 Pelo Cinturão Peso Galo Feminino do UFC.

## Bônus da Noite
- Luta da Noite:  Rory MacDonald vs.  Demian Maia
- Performance da Noite:  Ronda Rousey e  Stephen Thompson